# Stadio Enzo Blasone
Lo stadio comunale "Enzo Blasone" è il principale impianto sportivo di Foligno. Comunemente noto come Santo Pietro, è adibito a uso polivalente. Inaugurato nel 1983, è sede degli incontri di calcio del Foligno e della Fulgens Foligno.

## Storia
È, per grandezza, il terzo stadio dell'Umbria. La costruzione fu avviata conseguentemente alla promozione della squadra di calcio del Foligno in Serie C2 nella stagione 1981-1982, data la sopraggiunta insufficienza del vecchio Comunale sito nella zona di Porta Romana – ora ridenominato Campo de li Giochi Marcello Formica e Paolo Giusti, utilizzato per disputare la giostra della Quintana.
Il nuovo impianto fu inaugurato ufficialmente l'8 giugno 1983 con l'amichevole Foligno-Anderlecht (0-6), e fu pronto per l'inizio del campionato di Serie C1 1983-1984 in cui, nel frattempo, era stata promossa la squadra biancazzurra. Lo stadio ospita da allora le partite casalinghe del Foligno; dal 2023 ospita inoltre le gare interne di un'altra società calcistica cittadina, la Fulgens Foligno.
Colloquialmente noto come Santo Pietro dal nome dell'omonimo quartiere folignate in cui si trova, lo stadio è stato intitolato a Enzo Blasone, storico giocatore e allenatore del Foligno, tra i primi morti del calcio italiano per sclerosi laterale amiotrofica; tra le successive intitolazioni che hanno riguardato i suoi settori, ci sono state la tribuna "Angelo Giacinti", la gradinata "Adelmo Pizzoni" e la curva "Marco Bucciarelli".
All'interno dello stadio vi sono inoltre gli impianti di atletica leggera "Cesare Bini", gestiti e utilizzati dalle società di atletica locali.